# Ragnar Jóhannsson
Ragnar Jóhannsson (* 24. Oktober 1990 in Selfoss) ist ein isländischer Handballspieler. Der Linkshänder spielt beim UMF Selfoss im rechten Rückraum.

## Karriere
Ragnar Jóhannsson spielte anfangs in seiner Geburtsstadt für UMF Selfoss. In der Saison 2010/11 war er mit 174 Toren der erfolgreichste Torschütze der zweithöchsten isländischen Spielklasse. Anschließend wurde er vom isländischen Erstligisten FH Hafnarfjörður unter Vertrag genommen.
Auf Bestreben von TVH-Trainer und Landsmann Aðalsteinn Eyjólfsson wurde der 1,90 m große Rückraumspieler Anfang des Jahres 2015 von FH Hafnarfjörður zum damaligen Handball-Zweitligisten TV 05/07 Hüttenberg nach Mittelhessen gelotst. Obwohl Hüttenberg in der Folge in die 3. Liga abstieg, übernahm er die Position im rechten Rückraum und kehrte mit dem Team schon ein Jahr später zurück in die 2. Bundesliga. Eine weitere erfolgreiche Saison des Isländers und der Mittelhessen bescherte dem Verein im Sommer 2017 den Aufstieg in die 1. Handball-Bundesliga.
Zur Saison 2019/20 wechselte Jóhannsson zum Erstligisten Bergischer HC. Im Januar 2021 kehrte er zum isländischen Verein UMF Selfoss zurück.

## Nationalmannschaft
Ragnar Jóhannsson ist isländischer Nationalspieler. Er gab sein Debüt in einem Freundschaftsspiel gegen Norwegen am 5. April 2018.

### Bundesligabilanz
| Saison    | Verein              | Spielklasse | Spiele | Tore | 7-Meter | Feldtore |
| --------- | ------------------- | ----------- | ------ | ---- | ------- | -------- |
| 2017/18   | TV 05/07 Hüttenberg | Bundesliga  | 34     | 119  | 0       | 119      |
| 2017–2018 | gesamt              | Bundesliga  | 34     | 119  | 0       | 119      |

### Zweitligabilanz
| Saison    | Verein              | Spielklasse   | Spiele | Tore | 7-Meter | Feldtore |
| --------- | ------------------- | ------------- | ------ | ---- | ------- | -------- |
| 2014/15   | TV 05/07 Hüttenberg | 2. Bundesliga | 8      | 28   | 0       | 28       |
| 2016/17   | TV 05/07 Hüttenberg | 2. Bundesliga | 37     | 140  | 0       | 140      |
| 2018/19   | TV 05/07 Hüttenberg | 2. Bundesliga | 0      | 0    | 0       | 0        |
| 2014–2017 | gesamt              | 2. Bundesliga | 45     | 168  | 0       | 168      |

### Erfolge
- Aufstieg mit dem TV 05/07 Hüttenberg in die 1. Bundesliga 2017
- Aufstieg mit dem TV 05/07 Hüttenberg in die 2. Bundesliga 2016